# 1924年中国
| 中国历史 / 中国历史年表                                                                                                   |
| 世紀： 19世纪中国 / 20世纪中国 / 21世纪中国                                                                               |
| 年代： 1890年代中国 / 1900年代中国 / 1910年代中国 / 1920年代中国 / 1930年代中国 / 1940年代中国 / 1950年代中国大陆         |
| 年份： 1920年中国 / 1921年中国 / 1922年中国 / 1923年中国 / 1924年中国 / 1925年中国 / 1926年中国 / 1927年中国 / 1928年中国 |
| 纪年： 甲子年（鼠年）、中华民国13年                                                                                       |

## 大事記
- 年底，周恩來出任黃埔軍校政治部主任，葉劍英、惲代英等也擔任要職[1]:34。
- 到當年年底，莫斯科派到中國工作之軍事、政治人員已達1,000人左右，並且提供中國國民黨每個月35,000元，外加其他補助[2]:64。

### 1月
- 1月1日——北京政府總統曹錕發布眾議院議員改選令，規定各省眾議院議員初選於4月14日舉行，複選於5月14日舉行，蒙古、西藏、青海選舉於5月20日舉行，同日發布減刑、免刑令；孫中山在廣州大元帥府接受軍政官員及各界之祝賀，並主持授勳典禮，孫中山致訓詞，重申年內「掃除軍閥，統一民國」之決心[3]:1861。孫中山與宋慶齡在廣州大元帥府舉行慶祝中華民國成立12週年暨授勳典禮[4]:189。
- 1月2日——北京多數議員以曹錕發布眾議院議員改選令，又因高凌霨久未發給國會歲費，共謀倒高閣運動；孫中山令譚延闓、樊鐘秀各以所部防守白雲山，以捍衛廣州之安全[3]:1862。
- 1月3日——孫中山對收回粵海關關餘問題一再表示嚴正態度，各國知武力恫嚇無效，是日乃由駐京美使舒爾曼出面調停；孫中山任命鍾明階為桂軍第四軍軍長，王汝為為中央直轄滇軍第四師師長；孫中山以中央直轄滇軍第四師師長王秉鈞、參謀長吳震東、第三軍總參謀長祿國藩有私通北敵情事，明令免去三人本兼各職，聽候查辦；中國國民黨臨時中央執行委員會第二十二次會議，議決答覆美國三藩市總支部陳耀垣之來函，說明中國國民黨改組實行「聯俄」政策，略謂：「當俄國革命之初，施行共產制度時，確與吾黨三民主義不同。至俄國現在所施行之新經濟政策，即是國家資本主義，與吾黨三民主義相同。故非吾黨學習俄國，實俄國學習吾黨。」；北京政府外交部照會蘇聯代表加拉罕，要求交還庫倫、恰克圖[3]:1862。
- 1月4日——孫中山在廣州大元帥府召開重要會議，到各省代表、大本營各部總次長、各軍總司令等60餘人，議決最短時日在廣東成立中華建國政府，出師北伐，統一財政；曹錕特派各省省長為各該省眾議員選舉總監督[3]:1862-1863。
- 1月5日——孫中山接見駐北京美國公使舒爾曼，同意以廣東海關關餘用於廣東治河工程，同日孫中山令派姚雨平為廣東治河督辦，原任湯廷光免職；廣州大本營財政委員會正式成立，以統籌整理財政為宗旨，廖仲愷、葉恭綽等為委員，1月8日孫中山指令《財政委員會章程》核准施行[3]:1863。
- 1月8日——孫中山特任曲同豐為北洋招討使，陳光逵為中央北伐討賊軍軍長，柏文蔚為北伐討賊軍第二軍軍長；孫中山派范石生、朱培德、李福林、張國楨為禁煙會辦，廖行超、夏聲、王南微、周鰲山、羅桂芳為禁煙幫辦，協辦禁煙事宜；曹錕令准免湖北省省長湯薌銘職，特任督軍蕭耀南兼署；陳炯明部在橫瀝（位於廣東東江沿岸）附近與聯軍小有接觸，是日孫中山召軍官討論東江戰事[3]:1864。
- 1月9日——北京眾議院討論曹錕上年10月30日所提孫寶琦組閣案，以250票通過，又決定組織行政委員會，人選抽籤決定，包括各派人物；中俄會議督辦王正廷致函駐北京蘇聯代表加拉罕，不同意蘇聯代表欲以中俄恢復邦交為中俄開議先決條件，主張恢復邦交在會議中同時解決；曹錕令准國務院秘書長張廷諤辭職，改任河東鹽運使[3]:1864。
- 1月10日——晚，高凌霨召集國務會議，決定提出內閣總辭職，會後即向曹錕總辭，並發出通電；曹錕任命洪式閭為國立醫科大學校長，特派馬德潤署修訂法律館總裁[3]:1865。
- 1月12日——曹錕令准免張紹曾國務總理兼陸軍總長職，准免高凌霨代國務總理、內務總長職，准免署外交總長顧維鈞、署財政總長王克敏、海軍總長李鼎新、司法總長程克、署教育總長黃郛、署農商總長袁乃寬、交通總長吳毓麟本職，特任孫寶琦為國務總理，顧維鈞為外交總長，程克為內務總長，王克敏為財政總長，陸錦為陸軍總長，李鼎新為海軍總長，王寵惠為司法總長，范源濂為教育總長，顏惠慶為農商總長，吳毓麟為交通總長，特派高凌霨為稅務處督辦，特任張紹曾為樹威上將軍，任命王繼曾為國務院秘書長；曹錕特派曹鍈督辦熱河林墾事宜[3]:1865-1866。
- 1月14日——孫中山出席廣州商團和警察舉行之聯歡會，並發表演說指出：即將召開之中國國民黨第一次全國代表大會，目的在於「籌備一個新方法，再來建設中華民國，為中華民國開一個新紀元」，勉勵大家和政府始終合作，共同促成革命事業[3]:1867。
- 1月15日——孫寶琦內閣正式成立，閣員除教育總長范源濂、財政總長王克敏外，餘7人均就職，下午舉行第一次國務會議，議決特派吳佩孚兼任督辦直魯豫汽車道路事宜等案，同日曹錕明令公布；桂軍沈鴻英部受吳佩孚嗾使，由連縣分兩路進攻廣東省北江，沈鴻英親率黃漢初旅直撲陽山，次日占領，沈榮光部3,000人由砰石進攻樂昌，湘滇聯軍朱培德、趙成梁、宋鶴庚各部迎擊，擊敗沈軍，1月17日克復砰石，沈光榮部退湘邊宜章，聯軍何克夫、吳劍學部亦於同日克陽山，沈鴻英部敗退至小江後，即調何才杰等部趕至連縣反攻，又派收撫之土匪出沒於英德車站，1月19日聯軍調滇軍第一師趙成梁部兩營由翁源馳往助戰[3]:1867-1868。
- 1月16日——孫中山令免廣東海防司令陳策職，遺缺由馮肇銘代理；北京眾議院開會，凌鴻壽主席，請孫寶琦內閣全體出席宣布政見，孫覆本日忙，下次出席，又通過查辦王克敏案，王潛行出北京，表示不入孫閣；曹錕任命鄭金聲為綏遠陸軍混成旅旅長，唐福山為陸軍第三混成旅旅長；曹錕據陸軍總長陸錦呈報，第七混成旅旅長高鳯桂等臨敵畏縮，抗命潛逃，是日指令褫奪高等之官勳；蔣介石由上海抵廣東覆述使俄之命，蔣謂：「蘇維埃政治制度乃是專制和恐怖的組織，與我們中國國民黨的三民主義的政治制度，是根本不相容的。」，孫中山闡述聯俄容共之決策[3]:1868。
- 1月18日——孫中山任命朱世貴為中央直轄滇軍第四師師長[3]:1869。
- 1月19日——孫中山任命陳興漢兼理廣三鐵路管理局局長[3]:1870。
- 1月20日——中國國民黨第一次全國代表大會在廣州開幕，到各省及海外代表165人，孫中山任主席，胡漢民、汪精衛、林森、謝持、李大釗為主席團成員，孫中山致開幕詞稱：十三年以來，革命主義還沒有成功，我們失敗的大原因是受了滿清官僚「革命軍起，革命黨消」的言論的欺騙，宣告「此次國民黨改組，有兩件事：第一件是改組國民黨，要把國民黨再來組織成一個有力量有具體的政黨；第二件就是用政黨的力量去改造國家」，要大家「團結起來，為黨為國，同一目標，同一步驟，像這樣做去，才可以成功」，下午孫中山在大會上作《中國之現狀及國民黨改組問題》之報告，並提出《中國國民黨宣言案》，稱這個「宣言係此次大會之精神生命」，決議交付宣言審查委員會審查，宣言審查委員會以胡漢民、戴季陶、茅祖權、李大釗、恩克巴圖、葉楚傖、王恆、黃季陸、樹德9人為委員，臨時中央執行委員會提出《組織國民政府之必要案》，孫中山在說明中指出：此次大會目的之一，就是立即將大元帥政府改組為國民政府，大會通過該項提案；晚，孫中山舉行宴會，招待出席中國國民黨一大代表，席間稱革命「既要有主義，更要講究方法」，孫盛贊俄國革命成功是「因為俄國人立志穩健，眼光遠大」，「經驗多而成功快」，強調應學習「俄國的好榜樣」；彭湃致函社會主義青年團中央委員長劉仁靜，建議黨中央和團中央多派共產黨員和青年團員到農村開展農民運動[3]:1870-1871。
- 1月21日——上午，中國國民黨全國代表大會通過譚平山、廖仲愷、謝持、孫科、張秋白、王法勤、彭素民、鄧澤如、劉蘆隱為黨務審查委員會委員，譚平山作臨時中央執行委員會報告，下午沈定一、韓麟符分別作浙江、直隸兩省政治及黨務狀況報告，繼由戴季陶、胡漢民報告宣言審查結果，並解釋修正及增加各要點，針對右派反對改組及部分黨員對民生主義缺乏了解，孫中山即席作《關於民生主義之說明》，稱「近來俄國內政進步之神速，與前大不相同」，「就利害而言，本黨與之聯合，將來必能得中俄互相之益」，並稱：「共產主義與民生主義毫無衝突」，「就是非而言，本黨既服從民生主義，則所謂社會主義、共產主義與集產主義，均包括其中。」；曹錕令准教育總長范源濂辭職，特任張國淦為教育總長[3]:1871。
- 1月22日——中國國民黨第一次全國代表大會討論臨時中央執委會提出之《中國國民黨章程草案》，孫科在說明中稱：一、「舊黨章之中心在上級黨部，新黨章之中心則在下級黨部。」，二、「新黨章對於紀律視為一最重要之事，特別專章規定，必全體黨員大家遵守。」，主席林森指定謝持、何世楨、譚平山、丁惟汾、廖仲愷、茅祖權、孫科、李大釗、朱霽青、蕭佛成、汪精衛、張知本、戴季陶、居正、于右任、毛澤東、石瑛、鄧澤如、謝英伯19人組成黨章審查委員會，繼由陳覺夢等作海外支部黨務狀況報告，通過《紀律問題》及《收回海關權益問題》兩項議案，關於紀律問題，胡漢民在說明中強調指出：「紀律實為革命勝利之第一必要條件」，「國民黨之組織問題，當為民主主義的集權制度。」，汪精衛在《海關問題》說明中主張先收回關餘，進一步收回海關，柏文蔚在會上作軍事報告，決定通電慰問前敵將士[3]:1871。
- 1月23日——中國國民黨第一次全國代表大會通過《中國國民黨第一次全國代表大會宣言》，宣言第一部分為「中國之現狀」，總結過去革命鬥爭之經驗，批判立憲派、聯省自治派、和平會議派及商人政府派之錯誤，指出「國民黨則夙以國民革命、實行三民主義為中國唯一生路」，宣言第二部分為「國民黨之主義」，以革命精神重新解釋三民主義：民族主義主張「中國民族自求解放」，「中國境內各民族一律平等」，「承認中國以內各民族之自決權，於反對帝國主義及軍閥之革命獲得勝利以後，要組織自由統一的（各民族自由聯合的）中華民國」，民權主義主張國民享有選舉、罷免、創制、複決、罷官諸權，民權規定於憲法，以五權（即立法、司法、行政、考試、監察）分立原則是已，民生主義主張「平均地權」，「節制資本」，反對土地權為少數人所操縱，主張「由國家規定土地法、土地使用法、土地徵收法及地價稅法」，「凡本國人及外國人之企業，或有獨占的性質，或規模過大為私人之力所不能辦者，如銀行、鐵道、航空之屬，由國家經營管理之；使私有資本制度不能操縱國民之生計」，並指出：國民黨「對於農夫工人之運動，以全力助其開展，輔助其經濟組織，使日趨於發達」，第三部分為「國民黨之政綱」，包括對外和對內政策22條，主要內容為取消不平等條約，廢除軍閥所借外債，確定人民之自由權利，改善人民生活等等，宣言通過後，孫中山對宣言旨趣作說明，重申對內要打倒軍閥，「把受壓迫的人民完全來解放」，對外要反抗帝國主義侵略，「將全世界受帝國主義所壓迫的人民來聯絡一致，共同動作，互相扶助，將世界受壓迫的人民，都來解放」，1月31日《中國國民黨第一次全國代表大會宣言》正式發表；上午，中國國民黨全國代表大會通過出版及宣傳問題，由孫中山指定戴季陶、胡漢民、葉楚傖、李大釗、馮自由、黃詠台、黃右公、劉成禺、白雲梯為宣傳問題審查委員會委員；北京參議院開會，谷嘉蔭主席，孫寶琦出席報告行政方針[3]:1872-1873。
- 1月24日——上午，中國國民黨第一次全國代表大會宣讀蘇聯駐華代表加拉罕大會賀電及孫中山覆電，覆電稱：「本會目的，在繼續辛亥革命事業，以底於完成，使中國脫除軍閥與夫帝國主義之壓迫，以遂其再造」，並謂：「本會深信，全世界之自由民族，必將予以同情，而俄國人民來此先聲，尤為吾人所感激。中俄兩國人民行將共同提攜，以進於自由正義之途」，繼通過孫中山所提「厘定各種考試制度，以為宣言補遺案」，並通過孫科提議以大會名義電賀英國新內閣首相勞工黨首領麥克唐納，汪精衛就黨章已審查完畢各條先行報告：黃馥生作緬甸仰光支部黨務報告，下午大會通過劉伯倫提議「制定黨歌」案，由中央執行委員會編定；孫中山決定設立中國國民黨陸軍軍官學校，派蔣介石為軍校籌備委員會委員長，2月1日又任王柏齡、李濟深（由鄧演達代）、沈應時、林振雄、俞飛鵬、張家瑞、宋榮昌為籌備委員，在省城南堤二號設立籌備處，2月6日正式成立，校址設在廣州黃埔島，以廣東陸軍學校和海軍學校舊址加以修整；曹錕特任財政總長王克敏兼鹽務署督辦；孫中山派劉毅為粵閩湘軍招撫使[3]:1873-1874。

### 2月
- 2月1日——中國國民黨中央執行委員會舉行第二次會議，決定組織對外委員會，以鄒魯、廖仲愷、于樹德為委員，就第一次全國代表大會宣言之立場對收回租界、取消領事裁判權、關稅自主、庚子賠款四項展開宣傳工作[3]:1879。

### 3月
- 3月1日——北京政府全權代表王正廷與蘇聯駐華全權代表加拉罕在北京會商修正《解決中俄懸案大綱協定草案》[3]:1893。

### 4月
- 4月1日——孫中山召集軍事會議，解決西江聯軍黃紹竑、李濟深等與桂軍劉玉山部陳天太師衝突之處理辦法[3]:1912。

### 5月
- 5月1日——廣東各界舉行國際勞動節紀念大會，孫中山在會上演講《中國工人所受不平等條約之害》[3]:1929。

### 6月
- 6月1日——中國國民黨廣州市黨部執行委員孫科、黃季陸向中央黨部提案，請制止共產黨活動[3]:1948。

### 7月
- 7月1日——孫寶琦主持北京國務會議，決定全體總辭職，並於翌日向總統府遞送辭呈[3]:1966。

### 8月
- 8月1日——北京眾議院第二次討論顏內閣同意案，反顏派以彈劾全體閣員案抵制，會議爭吵不已，一哄而散[3]:1989。
- 8月23日——中執會通過決議，承認中國共產黨員在中國國民黨內的特別責任，解除張繼、謝持控訴他們派系活動的罪名[5]:350。

### 9月
- 9月1日——孫中山為抗議英帝國主義支持商團叛亂，發表《對外宣言》[3]:2012。

### 10月
- 10月1日——廣州商團自恃有備，並有范石生、廖行超等為後盾，拒不依政府頒布條例實行改組，也未籌北伐戰費50萬元[3]:2042。
- 10月9日——革命委員會成立[6]:158。
- 10月10日——廣州商會會長、商團團長、英資滙豐銀行廣州分行買辦陈廉伯[6]:145，發動商團事變[6]:156-158。

### 11月
- 11月1日——中國國民黨中央政治委員會舉行第十二次會議，孫中山主席[3]:2071。
- 11月4日——為孫中山舉行餞行大會[5]:415。

### 12月
- 12月1日——孫中山自神戶乘日輪「北嶺丸」赴天津，是日途經門司，在船上與新聞記者談廢除不平等條約問題[3]:2099。